# Harbor Springs
Harbor Springs – miasto w Stanach Zjednoczonych, w stanie Michigan, w hrabstwie Emmet.